# Seven de la República 1989
El Seven de la República de 1989 fue la octava edición del torneo de rugby 7 de fin de temporada para uniones regionales afiliadas a la Unión Argentina de Rugby y la segunda en ser organizada en la ciudad de Paraná, Entre Ríos. Se llevó a cabo el 25 y 26 de febrero de 1989 en El Plumazo, sede del Club Atlético Estudiantes de Paraná.
Participaron por primera vez del torneo cuatro nuevas uniones regionales: la Unión de Rugby del Centro de la Provincia de Buenos Aires, la Unión de Rugby del Oeste de Buenos Aires, la Unión de Rugby del Río Paraná y la Unión de Rugby del Río Uruguay. Si bien estas uniones no estaban afiliadas a la Unión Argentina de Rugby en aquel entonces, las mismas fueron autorizadas a intervenir como uniones invitadas.
El seleccionado de Buenos Aires consiguió su primer título (el sexto para un representativo de la UAR) al vencer en la final a la Unión de Rugby de Tucumán 20-18.

## Equipos participantes
Participaron del torneo veinte equipos: dieciocho uniones provinciales, un seleccionado nacional de Sudamérica y un equipo representativo de la Unión Argentina de Rugby.
| Equipo              | Unión                                                     |
| ------------------- | --------------------------------------------------------- |
| Buenos Aires        | Unión Argentina de Rugby                                  |
| Centro              | Unión de Rugby del Centro de la Provincia de Buenos Aires |
| Córdoba             | Unión Cordobesa de Rugby                                  |
| Cuyo                | Unión de Rugby de Cuyo                                    |
| Entre Ríos          | Unión Entrerriana de Rugby                                |
| Jujuy               | Unión Jujeña de Rugby                                     |
| Mar del Plata       | Unión de Rugby de Mar del Plata                           |
| Misiones            | Unión de Rugby de Misiones                                |
| Nordeste            | Unión de Rugby del Nordeste                               |
| Oeste               | Unión de Rugby del Oeste de Buenos Aires                  |
| Paraguay            | Unión de Rugby del Paraguay                               |
| Río Paraná          | Unión de Rugby del Río Paraná                             |
| Río Uruguay         | Unión de Rugby del Río Uruguay                            |
| Rosario             | Unión de Rugby de Rosario                                 |
| Salta               | Unión de Rugby de Salta                                   |
| San Juan            | Unión Sanjuanina de Rugby                                 |
| Santa Fe            | Unión Santafesina de Rugby                                |
| Santiago del Estero | Unión Santiagueña de Rugby                                |
| Sur                 | Unión de Rugby del Sur                                    |
| Tucumán             | Unión de Rugby de Tucumán                                 |

En cursiva los seleccionados internacionales invitados.

## Formato
Los veinte equipos fueron divididos en cuatro grupos de cinco equipos cada uno. Cada grupo se resolvió con el sistema de todos contra todos a una sola ronda; la victoria otorgando 2 puntos, el empate 1 y la derrota 0 puntos. 
La posición final de cada equipo determinó qué zona disputaron en la fase final: los dos primeros de cada grupo clasificaron a los cuartos de final de la Zona Campeonato; mientras que los equipos restantes clasificaron a la Zona Estímulo, con los terceros clasificando los cuartos de final de forma directa.

## Fase de grupos
| Pos. | Equipos    | Partidos | Partidos | Partidos | Tantos | Tantos | Tantos | Pts. |
| Pos. | Equipos    | G        | E        | P        | PF     | PC     | DP     | Pts. |
| ---- | ---------- | -------- | -------- | -------- | ------ | ------ | ------ | ---- |
| 1.°  | Cuyo       |          |          |          |        |        |        |      |
| 2.°  | Entre Ríos |          |          |          |        |        |        |      |
| 3.°  | Sur        |          |          |          |        |        |        |      |
| 4.°  | Misiones   |          |          |          |        |        |        |      |
| 5.°  | Oeste      |          |          |          |        |        |        |      |

| Pos. | Equipos       | Partidos | Partidos | Partidos | Tantos | Tantos | Tantos | Pts. |
| Pos. | Equipos       | G        | E        | P        | PF     | PC     | DP     | Pts. |
| ---- | ------------- | -------- | -------- | -------- | ------ | ------ | ------ | ---- |
| 1.°  | Nordeste      |          |          |          |        |        |        |      |
| 2.°  | Mar del Plata |          |          |          |        |        |        |      |
| 3.°  | Santa Fe      |          |          |          |        |        |        |      |
| 4.°  | Río Paraná    |          |          |          |        |        |        |      |
| 5.°  | Jujuy         |          |          |          |        |        |        |      |

| Pos. | Equipos  | Partidos | Partidos | Partidos | Tantos | Tantos | Tantos | Pts. |
| Pos. | Equipos  | G        | E        | P        | PF     | PC     | DP     | Pts. |
| ---- | -------- | -------- | -------- | -------- | ------ | ------ | ------ | ---- |
| 1.°  | Rosario  |          |          |          |        |        |        |      |
| 2.°  | Córdoba  |          |          |          |        |        |        |      |
| 3.°  | San Juan |          |          |          |        |        |        |      |
| 4.°  | Centro   |          |          |          |        |        |        |      |
| 5.°  | Salta    |          |          |          |        |        |        |      |

| Pos. | Equipos         | Partidos | Partidos | Partidos | Tantos | Tantos | Tantos | Pts. |
| Pos. | Equipos         | G        | E        | P        | PF     | PC     | DP     | Pts. |
| ---- | --------------- | -------- | -------- | -------- | ------ | ------ | ------ | ---- |
| 1.°  | Tucumán         |          |          |          |        |        |        |      |
| 2.°  | Buenos Aires    |          |          |          |        |        |        |      |
| 3.°  | Sgo. del Estero |          |          |          |        |        |        |      |
| 4.°  | Paraguay        |          |          |          |        |        |        |      |
| 5.°  | Río Uruguay     |          |          |          |        |        |        |      |

|  | Clasifica a cuartos de final de Zona Campeonato |
|  | Clasifica a cuartos de final de Zona Estímulo   |
|  | Clasifica a octavos de final Zona Estímulo      |

## Fase final

### Zona Campeonato
|  | Cuartos de final | Cuartos de final | Cuartos de final |              |              | Semifinales  | Semifinales | Semifinales |  |         | Final   | Final | Final |  |
|  |                  |                  |                  |              |              |              |             |             |  |         |         |       |       |  |
|  |                  |                  |                  |              |              |              |             |             |  |         |         |       |       |  |
|  | 1.° A            | Cuyo             | 18               |              |              |              |             |             |  |         |         |       |       |  |
|  | 1.° A            | Cuyo             | 18               |              |              |              |             |             |  |         |         |       |       |  |
|  | 2.° C            | Córdoba          | 0                |              |              |              |             |             |  |         |         |       |       |  |
|  | 2.° C            | Córdoba          | 0                |              | Cuyo         | Cuyo         | 6           |             |  |         |         |       |       |  |
|  |                  |                  |                  |              | Cuyo         | Cuyo         | 6           |             |  |         |         |       |       |  |
|  |                  |                  | Tucumán          | Tucumán      | 18           |              |             |             |  |         |         |       |       |  |
|  | 1.° D            | Tucumán          | Tucumán          | Tucumán      | 18           | 28           |             |             |  |         |         |       |       |  |
|  | 1.° D            | Tucumán          |                  |              |              |              |             |             |  |         |         |       |       |  |
|  | 2.° B            | Mar del Plata    | 6                |              |              |              |             |             |  |         |         |       |       |  |
|  | 2.° B            | Mar del Plata    | 6                |              |              |              |             |             |  | Tucumán | Tucumán | 18    |       |  |
|  |                  |                  |                  |              |              |              |             |             |  | Tucumán | Tucumán | 18    |       |  |
|  |                  |                  | Buenos Aires     | Buenos Aires | 20           |              |             |             |  |         |         |       |       |  |
|  | 1.° B            | Nordeste         | Buenos Aires     | Buenos Aires | 20           | 0            |             |             |  |         |         |       |       |  |
|  | 1.° B            | Nordeste         |                  |              |              |              |             |             |  |         |         |       |       |  |
|  | 2.° D            | Buenos Aires     | 14               |              |              |              |             |             |  |         |         |       |       |  |
|  | 2.° D            | Buenos Aires     | 14               |              | Buenos Aires | Buenos Aires | 18          |             |  |         |         |       |       |  |
|  |                  |                  |                  |              | Buenos Aires | Buenos Aires | 18          |             |  |         |         |       |       |  |
|  |                  |                  | Rosario          | Rosario      | 6            |              |             |             |  |         |         |       |       |  |
|  | 1.° C            | Rosario          | Rosario          | Rosario      | 6            | 22           |             |             |  |         |         |       |       |  |
|  | 1.° C            | Rosario          |                  |              |              |              |             |             |  |         |         |       |       |  |
|  | 2.° A            | Entre Ríos       | 12               |              |              |              |             |             |  |         |         |       |       |  |
|  | 2.° A            | Entre Ríos       | 12               |              |              |              |             |             |  |         |         |       |       |  |
|  |                  |                  |                  |              |              |              |             |             |  |         |         |       |       |  |

### Zona Estímulo
Octavos de final
| 26 de diciembre | Misiones | 6 - 18 | Río Uruguay | CA Estudiantes, Paraná |  |

| 26 de diciembre | Paraguay | 20 - 0 | Oeste | CA Estudiantes, Paraná |  |

| 26 de diciembre | Río Paraná | 0 - 32 | Salta | CA Estudiantes, Paraná |  |

| 26 de diciembre | Centro | 24 - 6 | Jujuy | CA Estudiantes, Paraná |  |

|  | Cuartos de final | Cuartos de final | Cuartos de final |                 |          | Semifinales | Semifinales | Semifinales |   |  | Final | Final | Final |  |
|  |                  |                  |                  |                 |          |             |             |             |   |  |       |       |       |  |
|  |                  |                  |                  |                 |          |             |             |             |   |  |       |       |       |  |
|  | 3.° A            | Sur              | 30               |                 |          |             |             |             |   |  |       |       |       |  |
|  | 3.° A            | Sur              | 30               |                 |          |             |             |             |   |  |       |       |       |  |
|  |                  | Salta            | 4                |                 |          |             |             |             |   |  |       |       |       |  |
|  |                  | Salta            | 4                | Sur             | Sur      | 12          |             |             |   |  |       |       |       |  |
|  |                  |                  |                  | Sur             | Sur      | 12          |             |             |   |  |       |       |       |  |
|  |                  |                  | Sgo. del Estero  | Sgo. del Estero | 10       |             |             |             |   |  |       |       |       |  |
|  | 3.° D            | Sgo. del Estero  | Sgo. del Estero  | Sgo. del Estero | 10       | 18          |             |             |   |  |       |       |       |  |
|  | 3.° D            | Sgo. del Estero  |                  |                 |          |             |             |             |   |  |       |       |       |  |
|  |                  | Centro           | 6                |                 |          |             |             |             |   |  |       |       |       |  |
|  |                  |                  |                  |                 |          |             | Sur         | Sur         | 6 |  |       |       |       |  |
|  |                  |                  |                  |                 |          |             |             |             | 6 |  |       |       |       |  |
|  |                  |                  | San Juan         | San Juan        | 28       |             |             |             |   |  |       |       |       |  |
|  | 3.° B            | Santa Fe         | San Juan         | San Juan        | 28       | 16          |             |             |   |  |       |       |       |  |
|  | 3.° B            | Santa Fe         |                  |                 |          |             |             |             |   |  |       |       |       |  |
|  |                  | Paraguay         | 6                |                 |          |             |             |             |   |  |       |       |       |  |
|  |                  | Paraguay         | 6                | Santa Fe        | Santa Fe | 8           |             |             |   |  |       |       |       |  |
|  |                  |                  |                  | Santa Fe        | Santa Fe | 8           |             |             |   |  |       |       |       |  |
|  |                  |                  | San Juan         | San Juan        | 10       |             |             |             |   |  |       |       |       |  |
|  | 3.° C            | San Juan         | San Juan         | San Juan        | 10       | 18          |             |             |   |  |       |       |       |  |
|  | 3.° C            | San Juan         |                  |                 |          |             |             |             |   |  |       |       |       |  |
|  |                  | Río Uruguay      | 0                |                 |          |             |             |             |   |  |       |       |       |  |
|  |                  |                  |                  |                 |          |             |             |             |   |  |       |       |       |  |
|  |                  |                  |                  |                 |          |             |             |             |   |  |       |       |       |  |

## Tabla de posiciones
Posiciones finales al terminar el campeonato:
| 1.°  | Buenos Aires    |  |  |  |  |  |  |
| 2.°  | Tucumán         |  |  |  |  |  |  |
| 3.°  | Rosario         |  |  |  |  |  |  |
| 4.°  | Cuyo            |  |  |  |  |  |  |
| 5.°  | Nordeste        |  |  |  |  |  |  |
| 6.°  | Córdoba         |  |  |  |  |  |  |
| 7.°  | Mar del Plata   |  |  |  |  |  |  |
| 8.°  | Entre Ríos      |  |  |  |  |  |  |
| 9.°  | San Juan        |  |  |  |  |  |  |
| 10.° | Sur             |  |  |  |  |  |  |
| 11.° | Santa Fe        |  |  |  |  |  |  |
| 12.° | Sgo. del Estero |  |  |  |  |  |  |
| 13.° | Paraguay        |  |  |  |  |  |  |
| 14.° | Centro          |  |  |  |  |  |  |
| 15.° | Salta           |  |  |  |  |  |  |
| 16.° | Río Uruguay     |  |  |  |  |  |  |
| 17.° | Misiones        |  |  |  |  |  |  |
| 18.° | Río Paraná      |  |  |  |  |  |  |
| 19.° | Oeste           |  |  |  |  |  |  |
| 20.° | Jujuy           |  |  |  |  |  |  |

|  | Campeón Zona Campeonato. |
|  | Ganador Zona Estímulo.   |

|                      |
| Buenos Aires Campeón |
| Primer título        |